# 黄文虎
黄文虎（1926年7月22日—2022年5月19日），男，上海人，中国机械动力学专家，中国工程院院士，曾任哈尔滨工业大学校长。

## 生平
1949年毕业于浙江大学电机系。1950年入哈尔滨工业大学研究生班，1953年毕业后留校任教。1981年成为首批博士生导师，1981年任副校长，1983－1985年任校长，1984－1987年研究生院院长。
1983年5月28日至30日，中国高等教育学会在北京召开成立大会，大会选举了第一届理事会成员，他出任常务理事。1995年，当选中国工程院院士。